# Diachasma tasmaniae
Diachasma tasmaniae är en stekelart som beskrevs av Fischer 1995. Diachasma tasmaniae ingår i släktet Diachasma och familjen bracksteklar. Inga underarter finns listade i Catalogue of Life.